# Dorcadion merkli
Dorcadion merkli là một loài bọ cánh cứng trong họ Cerambycidae.